# Ex opere operato
Ex opere operato (łac. „przez sam fakt spełnienia czynności”) – w teologii katolickiej formuła określająca nie tyle skuteczność działania sakramentów, co skuteczność ich udzielania przez Chrystusa zawsze, ilekroć zostanie dokonana czynność sakramentalna (obrzęd) przez uprawnionego szafarza sakramentu, bez względu na jego osobistą świętość (czy jej brak). 
Katechizm Kościoła Katolickiego, nr 1584:

Ponieważ przez pełniącego posługę święceń działa i zbawia sam Chrystus (por. KKK 1128), niegodność kapłana nie jest przeszkodą dla działania Chrystusa (Por. Sobór Trydencki: DS 1612; Sobór w Konstancji: DS 1154.). Mówi o tym z mocą św. Augustyn:
„Kto zaś jest sługą pysznym, należy do diabła, jednak daru Chrystusa nie plami (por. KKK 1550). Co przez niego spływa, jest czyste, co przez niego przechodzi, jest jasne, dostaje się na żyzną glebę... Duchowa moc sakramentu jest jakby światłością. Ci, którzy mają być oświeceni, przyjmują ją czystą, a jeśli nawet przechodzi przez nieczystych, nie ulega splamieniu” (Św. Augustyn, In evangelium Johannis tractatus, 5, 15).

Natomiast aby sakrament dokonał zbawiennych skutków duchowych u przyjmującego go, konieczna jest jego duchowa dyspozycja - stan łaski uświęcającej. Im większa jest dyspozycja duchowa (żarliwość wiary, usposobienie) przyjmującego, tym owocniejsze jest przyjęcie sakramentu dla życia wiary. Tę zależność skuteczności sakramentu od przyjmującego go określa się terminem ex opere operantis (łac. „na podstawie tego, czego dokonał działający”), aby podkreślić zasadniczą różnicę pomiędzy rolą udzielającego a przyjmującego sakrament w stosunku do skuteczności sakramentu w udzieleniu łaski.
W podejściu religioznawczym czyn dokonywany ex opere operato jest bliski niektórym czynom magicznym, których moc opiera się właśnie na dokonaniu pewnego rytuału przez konkretną osobę, a nie na intencji podmiotu lub przedmiotu, wierze, przychylności świata boskiego. Teologia katolicka podkreśla jednak różnicę między działaniem ex opere operato a działaniem magicznym, wskazując, iż działanie magiczne jest próbą podporządkowania sobie bóstwa i niejako zmuszania go do wywoływania skutków żądanych przez człowieka. Działanie ex opere operato jest natomiast obiektywną skutecznością sakramentu na skutek tego, że głównym działającym jest sam Jezus Chrystus. Stąd wymóg, aby szafarz miał intencję czynienia tego, co czyni Kościół, a przyjmujący sakrament miał odpowiednią dyspozycję do przyjęcia go, tzn. żeby nie sprzeciwiał się działaniu sakramentu lub nie przyjmował wobec niego postawy obojętnej.

## Historia
Termin ten wypracowany w okresie scholastyki w XII w., dość szybko wszedł do użytku w pismach teologicznych (św. Tomasz z Akwinu, Aleksander z Hales, Bonawentura, Jan Duns Szkot i in.). Reformatorzy tacy jak Luter, Filip Melanchton i Jan Kalwin odrzucili formułę ex opere operato jako mechaniczną lub magiczną oraz sprzeczną z usprawiedliwieniem przez wiarę (sola fide).